# مريم عمر
مريم عمر (27 فبراير 1993 - ) سبّاحة من مصر.

## روابط خارجية
- مريم عمر على موقع الاتحاد الدولي للسباحة (الإنجليزية)
- مريم عمر على موقع اللجنة الأولمبية الدولية (الإنجليزية)
- مريم عمر على موقع أوليمبيديا (الإنجليزية)